# Fumilay da Fonseca
Fumilay Fonseca (geb. 24. Mai 1988) ist eine ehemalige são-toméische Geherin. Sie nahm an den Olympischen Spielen 2004 in Athen teil.
Sie war erst 16 Jahre alt, als sie 2004 im Wettbewerb 20 km Gehen antrat. Sie kam mit einer Zeit von 2:04:54 h auf Rang 52. Diese Leistung galt als „eine der schlechtesten Zeiten in den Aufzeichnungen“ („one of the worst times on record“). Sie brauchte 15 min länger als die nächst-schlechteste Teilnehmerin. Sie war auch die Fahnenträgerin für São Tomé und Príncipe bei der Eröffnungszeremonie.
Im folgenden Jahr kam sie auf Platz 24 bei den Leichtathletik-Jugendweltmeisterschaften 2005 in Marrakesch.